# Guama
Guama es la capital del Municipio Sucre, ubicada en la Región Centroccidental en Yaracuy, Venezuela. Guama es conocida como la Atenas de Yaracuy, debido a que entre sus habitantes existe unos de los índice de profesionales universitarios más altos de Venezuela. Fue fundada en 1620 por el militar español Francisco de la Hoz Berrio y Oruña con el nombre de San José de Guama, aunque se conoce de su origen prehispánico, como queda demostrado por el explorador alemán Nicolás Federmann, quien arribó a tierras venezolanas en 1530 y en su periplo visitó Guama, conformado exclusivamente por aborígenes Caquetíos, los cuales eran acérrimos enemigos de sus vecinos Ciparigotos, ubicados a dos leguas de distancia en otro poblado en ese entonces, Cocorote.
Esta población se encuentra situada a orillas del Macizo Aroeño, colindando por el norte con la población de Quigua, por el sur con la Carretera Panamericana y la Comunidad de Los Chucos. Por el este con la vecina población de Jaime, perteneciente al Municipio Cocorote y por el oeste con la vecina población de San Pablo, capital del Municipio Arístides Bastidas.
Tiene una extensión de 133 km² y para el año 2015 se estimó una población de 22.366 habitantes con base al censo realizado en el año 2011.
Vale destacar que el General en Jefe José António Páez quien fuera prócer de la independencia y presidente de Venezuela en tres períodos (1830-1835;1839-1643;1861-1863), vivió su infancia y casi toda su juventud en este pueblo, donde recibió sus primeras enseñanzas en la escuela privada de la maestra Gregoria Díaz. Al lado de su cuñado Bernardo Fernández desempeña algunas tareas de comercio menor. No obstante en 1807, realizando actividades de comercio cuando regresaba de Cabudare, fue asaltado en el bosque de Mayurupí por 4 malhechores; Páez dio muerte a uno de ellos y puso en fuga a los otros, pero este hecho lo obligó a escapar hacia los llanos, donde se forjaría como El Centauro de los Llanos.
Un reconocido guameño es el artista y militar Carmelo Fernández el cual vio la luz por primera vez el día 30 de junio de 1809, siendo sus padres José María Fernández y Luisa Páez, la cual era hermana del General Páez. Hizo estudios en Caracas y Nueva York donde dejó sin culminación sus estudios de Ingeniería, alistándose prontamente en el ejército patriota donde sirvió hasta mediados de los años 30. Realizó innumerables actividades entre su país y Colombia. Sus restos reposan en el Panteón Nacional desde el 18 de agosto de 1983.

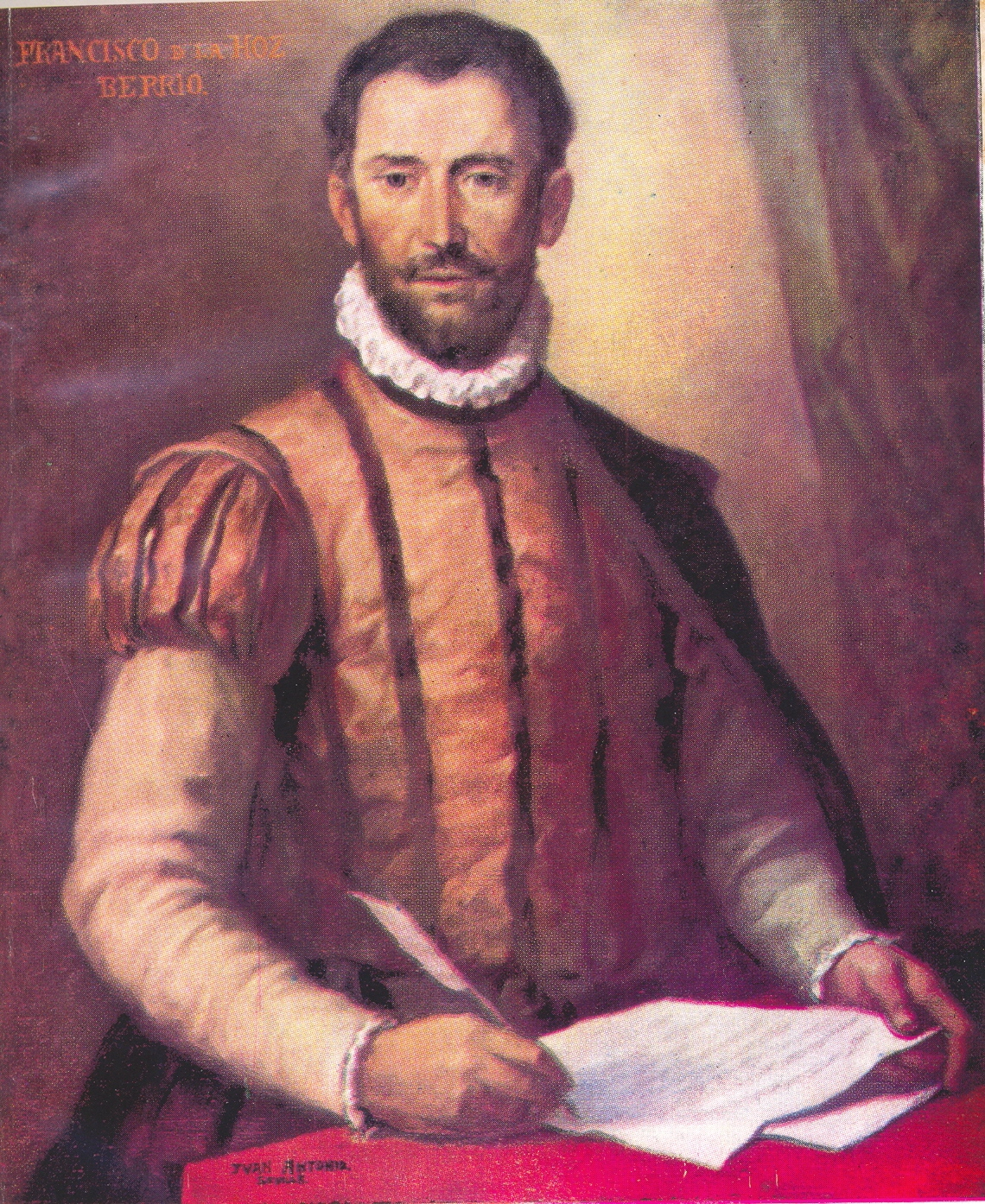
Francisco de la Hoz Berrio y Oruña, Fundador de San José de Guama en 1620

## Geografía
Por estar situada en las faldas del macizo aroeño a 375 m de altura, su condición geográfica es accidentada, siendo una característica predominante la pendiente de sus vías, comenzando en la parte alta del poblado denominado Sebastopol, hasta el encuentro con la carretera panamericana en el área conocida como Muzural.
Igualmente es característico que, varias de sus vías se encuentren cortadas por zanjones naturales creados tanto por las temperamentales corrientes de agua en las crecidas del río guameño así como también de los quiebres de la corteza terrestre originados por la novel formación montañosa de la región.

### Hidrografía
Guama es regada por las frescas corrientes del río homónimo, siendo importante acotar que hasta hace pocos años, sus limpidas aguas eran atrapadas por las refrescantes piscinas del Balneario El Buco, lugar de esparcimiento guameño que a pesar de mantener sus instalaciones, no puede pasar desapercibido la disminución de su caudal, producto del ecocidio que ha sufrido el nacimiento del río a través de la tala indiscriminada del sector conocido como "Las crucecitas", angosto valle atravesado por caminos de montaña denominados Las Cumaraguas, los cuales enlazan a la vecina población de Cocorote y la población de Aroa y que son utilizados para saquear la madera de esta área bajo régimen especial (ABRAE) ya que forma parte del Parque nacional Yurubí.

## Cultura
La cestería es un arte aprendido y compartido de generación en generación, y constituye una de las tradiciones más evidentes del estado Yaracuy.
Al igual que otras expresiones del arte popular venezolano, la cestería representa una digna estrategia de supervivencia para muchas personas que la mantienen viva con empeño y voluntad inquebrantable.
La materia prima de la cestería proviene del medio ambiente; por esta razón, es necesario poseer un profundo conocimiento sobre las palmas, bejucos, raíces, cogollos, entre otros elementos naturales.
Por el año 1553, Guama e Iboa aparecen como encomiendas adjudicadas al español Sancho Briceño y Verdugo, residenciado en El Tocuyo.

## Literatura
En el año 2010 el guameño Eleazar López Pinto recopiló en un libro titulado "El palpitar de una infancia" las memorias de su niñez en el pueblo, paseándose por las costumbres, habitantes, geografía y demás recuerdos. En sus propias palabras introductorias, los escritos "(...) pretenden ser libro y ofrenda, regalo de amor y agradecimiento a la población de Guama (...)"

## Himno del Municipio Sucre
Coro

La Honradez de tu nombre verdiante, 

Que del fruto guameño salió 

La virtud del Carmelo Fernández 

Que el perfil de Bolívar pinto (BIS) 

I

Majestuoso valle de las damas 

se aposenta en tierra de occidente: 

Yacimiento de arenas y grabas, 

en su suelo rico y prominente, 

representa su riqueza mineral 

y el valor virginal de su fuente 

II

La virtud de su gente dignifica 

la bondad y desarrollo intelectual: 

Artesanos, Maestros y estudiantes 

Fortalecen nuestra herencia cultural. 

¡Siervos fieles de este Municipio Sucre 

Forjadores del estudio elemental! 

III

La corriente cristalina del río 

con sus aguas humedece la tierra: 

Es la fuente vital de la siembra 

y esperanzas veras del campesino 

San José y la Virgen del Rosario 

son la fe de este pueblo soberano 

IV

El saman con sus frescas ramazones 

aposenta en su follaje nuestra historia: 

Paéz y Don Pedro María Sosa, 

Faustino Parra y Francisco Camacho, 

Meche Cordido y Francisca Sánchez 

Fueron pioneros del alcance de tu gloria 